# サード・ウォッチ
『サード・ウォッチ』(Third Watch)はアメリカ合衆国のテレビドラマシリーズ。ワーナー・ブラザース・テレビジョン制作で1999年（第1シーズン）から2005年（第6シーズン）までNBCで放映された。日本ではWOWOW・スーパー!ドラマTVで放送された。
舞台はアメリカ・ニューヨーク。この街を守るニューヨーク市警察(NYPD)とニューヨーク市消防局(FDNY)に勤務する警察官、救命士、消防士に焦点を当て、最も事件･事故が多発するという午後3時～11時までの勤務時間“サード･ウォッチ”（第3勤務シフト）で活躍する彼・彼女らを描いた物語である。第4シーズンよりWOWOWでは『NY事件ファイル』というサブタイトルが付くが、これ以降と以前では作風に若干の違いがある。
企画・制作総指揮はジョン・ウェルズである。彼は『ER緊急救命室』も担当していることで有名であり、ER第8シーズンの19話でサード・ウォッチ第3シーズン19話とクロスオーバーもある。
日本でのDVD販売は永らく第1シーズンのみであったが、2009年8月に第2シーズンが販売された。

## 配役

### ニューヨーク市警察（NYPD）
55チャーリー（C）号
“サリー”ジョン・サリバン巡査
演 - スキップ・サダス、日本語吹替 - 楠見尚己
1～132話に出演。55分署警邏課。かつてはタイロンの父親（タイロン・デイヴィス・シニア）とパートナーであったが、公園をパトロールしているときに彼が射殺され、以降心に重荷を負っている。タイロンのことは子供の時から知っている。シリーズ当初は独身の冴えない中年男だったが、後に結婚する。
多くの警官たちがSIGやグロックなどのオートマチック拳銃を使用しているのに対して彼は制服改変前（以前のNYPDは水色のシャツがユニフォーム）のNYPD制式拳銃であったS&W M10 4インチリボルバーをそのまま使用している（実際のNYPD服務規程でも1987年7月1日までに警察官になった者に限って、銃の寿命が尽きるまでは携帯を許可されている）。
初期の愛車は深緑色の1982年～1985年型ポンティアック・ボンネビル。中期の愛車は茶色1983年～1985年型のオールズモビル・デルタ88。後期の愛車は1998～2001年型のオールズモビル・ブラヴァダ。勤務中、乗車する車は常にオプションパーツ豊富のハイグレードのフォード・クラウンビクトリア。激しいカーチェイスなどでは低グレードのフォード・クラウンビクトリアやシボレー・インパラに変更されることもある。
“タイ”タイロン・デイヴィス・ジュニア巡査
演 - コビー・ベル、日本語吹替 - 堀川仁
1～132話に出演。55分署警邏課のちに53分署防犯課のちに警部補。亡き父に憧れを抱いて警官になった。熱意とやさしさを持つ好人物だが、真面目な性格故に、がんじがらめの規定やルールに縛られた警察組織の中での己の在り方において度々悩んだり、葛藤することになる。かつて父親と親しかったキャンディマンとは、仕事に対する姿勢の違いから対立する。
勤務中、乗車する車は常にオプションパーツ豊富のハイグレードのフォード・クラウンビクトリア。激しいカーチェイスなどでは低グレードのフォード・クラウンビクトリアやシボレー・インパラに変更されることもある。
55デービッド（D）号
フェイス・ヨーカス巡査
演 - モリー・プライス、日本語吹替 - 相沢恵子
1～132話に出演。55分署警邏課のちに刑事局55分署刑事分隊のちに本部重大犯罪課。二人の子供を持つ母親。夫のことを愛しているが、彼がアルコールの問題を抱えていることで悩む。多忙のため、子供とほとんどコミュニケーションがとれない。基本的に親切で法に忠実な良い警官だが、子供を巻き込んだ犯罪を憎悪し、そういった犯罪者に対しては良識的警官の枠を超えた対処をしがち。10歳の少年に殺人を行わせ、さらにその少年まで殺そうとしたストリートギャングのボスは、証拠と証言が不十分で立件するのが難しいことから、対立するギャングの縄張りに捨てリンチの餌食にした。またロシアギャング襲撃事件での勇敢な働きを認められ、同僚のボスコレリ巡査と共にニューヨーク市警察の警察戦闘十字章(Police Combat Cross)を受章した。後に刑事試験に合格し、刑事（Detective）となる。
演じるモリー・プライスは、この作品にボランティアとして出演していたFDNYの現役消防士、デレク・ケリーと結婚した。
“ボスコ”モーリス・ボスコレリ巡査
演 - ジェイソン・ワイルズ、日本語吹替 - 佐久田修
1～132話に出演。55分署警邏課のちに79分署。バッジナンバー3379。銃と車が好きで気が短く、人種差別や同性愛者差別と思われる発言をし、自分をコケにした犯罪者は殴り倒し、犯罪者を追って恐怖もなく路地に駆け込み、女癖が悪くパトカーの中で分署長の娘とセックスをするなど、深謀遠慮という言葉とは無縁。だが父親から虐待を受けた子供の話を親身になって聞いてあげたり、裕福な一家の中で侮辱を受け続け、ついには銃を取り出す男には共感を示して説得するなど、弱い立場の人には親身になって接する。ESU（緊急活動部隊）に配属されるのを夢見ている。子どものころ父親に暴力を受けていた。フェイス・ヨーカスの項で述べた事件での働きから、警察戦闘十字章を受章した。
弟のマイケルはドラッグ・ディーラーであったが、シーズン5で暗黒街の大物ドナルド・マンにより殺されてしまう。自身もシーズン6の冒頭、マンの手下に襲われ瀬死の重傷を負い生死を彷徨うが、治療の後公務に復帰（この負傷が元でESUへの転属の夢は潰えてしまう）。
愛車は青紫に白のインテリア・トップの1971年～1972年型のマスタング・コンバーチブル。しかし、このマスタングは目立つ車のため潜入捜査ではつかわれることが少ない(つかわれることもある)。潜入捜査のときはたいていマーキュリー・グランドマーキスやリンカーン・タウンカー、シボレー・S10ブレイザーなどに乗っている。比較的フォード・グループ(フォード、リンカーン、マーキュリー)の車に乗ることが多い。
銃に対してもこだわりがあるのか、グロックからSIGに買い替えたりS&W M37エアーウェイトをバックアップウェポンとして使用している
その他
ボブ・スワスキー警部補
演 - ジョー・リージ
55分署ツアーコマンダーのちに副本部長。部下の警官、とりわけボスコにとって、父親のような存在。
“リッツァ”マリッツァ・クルーズ巡査部長
演 - ティア・テクサーダ、日本語吹替 - 冬馬由美
80～132話に出演。55分署防犯課。有能だが、犯人逮捕及び保身のためにはどんな汚い手段もいとわない一面を持つ。ヨーカスとは犬猿の仲である。溺愛する妹レティが麻薬組織の犠牲となったことに怒り、麻薬ルート解明に血道を上げてついに犯人を検挙することに成功する。
“ジェリー” グリマルディ巡査（刑事）
演 - ジョー・バダルッコ
シーズン5～6に出演。刑事局55分署刑事分隊。刑事になったヨーカスとコンビを組む。
サーシャ・モンロー巡査
演 - ニア・ロング
89～132話に出演。55分署警邏課のちに1分署。
ブレンダン・フィニー巡査
演 - ジョシュ・スチュワート
113～132話に出演。55分署警邏課のちに53分署防犯課のちに巡査部長。内務監査部フィニー警部の息子。父を尊敬して警察官になるが、父が悪徳警官であることは知らない。就任当初は横柄な態度が目立っていたが、幾度の事件・事故を経て成長してゆく。
最終話でFDNYのグレイス・フォスター救命士と結婚。
マニー・サンティアゴ巡査
演 - マニー・ペレス
55分署防犯課。ドミニカ出身。
“キャンディマン”コンラッド・ジョーンズ巡査
演 - ウェンデル・ピアース
55分署警邏課。徒歩でパトロールしている警官。普段からキャンディを持ち歩き、それで子供らを手懐けていることからそうあだ名された。住民を良く知っていて親しくしており、皆に人気があるが、実は癒着や汚職に手を染めている。食堂ではただで食事をさせてもらったり、違法薬物の密売人からあがりを掠め取ったりしている。そのあがりの分け前をタイに無理やり押し付けようとしたことから、二人は仲たがいをするように。警察の上のほうからは疑念の目で見られており、一度は内務調査のおとり捜査に引っかかりそうになったこともある。
彼もサリーと同じくS&W M10 4インチリボルバーをそのまま使用しており、徒歩警らの際はトンファタイプの警棒ではなく木製のストレートタイプの警棒を腰に下げている。

### ニューヨーク市消防局（FDNY）
“ドク”モンティ・パーカー救命士
演 - マイケル・ビーチ、日本語吹替 - 大川透
55救急小隊のちに本部のちに55救急小隊。冷静沈着に任務をこなす、経験豊富でやり手のベテラン救急隊員。カルロスのパートナーに抜擢され、彼の教育係を務める。
仕事のストレス、度重なる事件のトラウマから、上司を人質に消防署に立てこもる事件を引き起こしてしまいその後は精神病院に入院している。
55救急時代、運転する救急車は1983~1991年型のフォード・エコノライン（E-シリーズ）。その後、本部に移り1992～1999年型シボレー・サバーバン（K-シリーズの顔）ファイヤー・チーフ車両に乗り換える。本部になって数日たったころに、55救急時代に乗っていたエコノラインは事故に巻き込まれてしまう。その後、また55救急に戻り、1992～1996年型のフォード・エコノライン（E-シリーズ）に乗り換える。個人所有の愛車は薄水色の1986～1988年型フォード・トーラス・ワゴン。
カルロス・ニエト救命士
演 - アンソニー・ルイヴィヴァー、日本語吹替 - 青木誠
55救急小隊。最終話でホーリー・レヴィン救命士と結婚。
“キム”キンバリー・ザンブラノ救命士
演 - キム・レイヴァー、日本語吹替 - 田村真紀
55救急小隊。当初ボビーのパートナーを務める。
買い物などには母親の車を使用する。出勤にも使うことがある。車はダークグリーンの1992年または1993年型のクライスラー・ニューヨーカー・フィフスアベニュー。
ボビー・カーフィー救命士
演 - ボビー・カナヴェイル
55救急小隊。当初キムのパートナーを務める。麻薬中毒になっていた親友の面倒を見ていたが、彼に拳銃を向けられ命を落とす。
グレイス・フォスター救命士
演 - カーラ・ブオノ
55救急小隊。最終話でNYPDブレンダン・フィニーと結婚。
ホーリー・レヴィン救命士
演 - イヴォンヌ・ユンク
55救急小隊。最終話でカルロス・ニエト救命士と結婚。演じたイヴォンヌ・ユンクは、私生活でもカルロス役のアンソニー・ルイビバーの妻である。
“アレックス”アレクサンドラ・テイラー救命士／消防士
演 - エイミー・カールソン、日本語吹替 - 福田如子
57消防小隊のちに55救急小隊兼務。セクハラを理由にほかの小隊から移動されてきた。男社会の警察・消防では白い目で見られるが、唯一昔からの知人ドクだけは励ましてくれる。しかし、勤務中の爆破事故で非業の死をとげる。
ジミー・ドーティ消防士
演 - エディ・シブリアン、日本語吹替 - 咲野俊介
57ポンプ小隊のちに55消防小隊。のちに小隊長、他分署で中隊長に昇進。当初、消防士の配役は考えられていなかったが、シブリアンがウェルズと話し合うことで決定した。
“DK”デレク・キトソン消防士
演 - デレク・ケリー
57ポンプ小隊のちに55消防小隊、ビリーが大隊長に昇進したのちは同隊隊長。なお、演じるデレク・ケリーは実際のFDNYの消防士である。私生活ではフェイス・ヨーカス役のモリー・プライスと2001年3月に結婚、2003年11月には長男をもうけている。
“ビリー”ウィリアム・ウォルシュ消防士
演 - ビル・ウォルシュ
57ポンプ小隊のちに55消防小隊。シブリアン降板後、小隊長に昇進、さらに大隊長に昇進。ビル・ウォルシュはFDNYの消防士。
“ジョー”ジョセフ・ロンバード消防士
演 - ニック・ザンドウ
“ラタ・ズィーズ”スチュー
演 - ジェイソン・ショー
ジョンソン小隊長
演 - ジョン・マイケル・ボルガー

### マーシー病院（ER）
サラ・モラレス医師
演 - リサ・ビダル

## エピソード
※第一話より
ニューヨーク市警察第55分署のパトロール警官であるサリバン巡査・通称サリーは、分署長から新しいパートナーがつくことを知らされる。それはかつてのパートナーの息子であるタイロン・デイヴィス巡査だった。タイロンの父親はパトロール中に公園で射殺されており、その事件で心に重荷を背負っているサリーは、タイロンを心配する気持ちからこれを渋るも命令には逆らえず、タイロンをパートナーとして迎え入れる。同じく55分署の血の気が多いボスコレッリ巡査・通称ボスコは、相棒のヨーカス巡査を引き連れて「おいしそうな仕事」だけ追い求めている。彼にとって「おいしい仕事」とは銃を撃ったり、殴り合いになるような暴れられる事件のみであり、些細な喧嘩やトラブルなどは無線の呼び出しにも応じず隠れている（サリーはこれを死んだふりと揶揄している）。パートナーのヨーカス巡査は彼より年上の既婚女性で、そんなボスコを我が子のように思う気持ちで耐えながら、日々の任務をこなしていた。
同じ頃、ニューヨーク消防第55分署には、新人救急隊員のカルロスが配属されていた。初日から多数の死体を見て右往左往。教育係の通称「ドク」ことパーカーに叱咤されつつ、ドクとそのパートナーのジェリーと共に仕事を黙々とこなしていく。新人ゆえに生真面目な服装に反比例して手際は悪く、またホモっぽく迫るジェリーの冗談を真に受け困惑する。また同じく救急隊のボビーは、パートナーであるキムに好意を寄せながらも、それを告げられずにいた。キムは何でも話せる親友のような間柄ではあるが、彼女は元夫で同じ分署の消防士であるドーティとの関係を少なからず引きずっていた。彼の悪口をボビーに愚痴りながらも。そのドーティは女癖が悪く、ギャンブル好きで借金だらけというだらしなさはあるが、消防士として優れた能力を有していた。
タイロンとカルロスが迎えた勤務初日の夜。アパートで発砲事件が発生し、負傷者が出たとの通報が入った。出場したドクら救急隊は警察より先に現場に到着。3人が集合玄関から内部へ入り、階段を昇ろうとすると、先頭を歩いていたジェリーが出会い頭に現れた犯人に銃で撃たれる。発砲に驚き、とっさに物陰に隠れたドクとカルロスはそのまま身動きが取れなくなる。遅れて到着したサリーとタイロン。サリーはタイロンに通に面した路地入り口で待機するよう指示し、自分はアパートに入る。そこには物陰にいて動けないでいるドクとカルロス、一階の床で血を流し仰向けに倒れているジェリーがいた。サリーは建物内にまだいるであろう犯人を捜索をしようとするが、指示を無視したタイロンが中に入ってきてしまい、しかもそのまま犯人を追って闇雲に内部を走り回る。結局は犯人を見つけることは出来なかった。タイロンが指示を無視して路地にいなかったため、そこが脱出口となってしまったのだ。サリーは取り逃がした犯人を刑事より先に捕まえようと、独自に聞き込みを開始する。

## トリヴィア
- 「サードウォッチ」は、実際には「ツアー3」と呼ばれ、NYPDとFDNY EMSにしかない勤務時間形態。隊によっても若干の差があるが、16-00時であることが多い。FDNYのシフトは9-18のデイツアー（日勤）と18-9時のナイトツアー（夜勤）、2区分しかない。他の市警察では05:45-14:15（早番）、13:45-22:15（遅番）、21:45-06:15（夜勤）などとなっており（カリフォルニア・ハイウェイ・パトロールなど）、対応に穴が開かないように勤務シフトが重複させられている。またこのタイトルでは他に“ファーストウォッチ”“セカンドウォッチ”もあることになるが、24時間をこの勤務体制で分割するとファーストウォッチ該当区分は存在せずフォースウォッチ区分があることになる。